# 聖馬丁薩波蒂特蘭
聖馬丁薩波蒂特蘭（西班牙語：San Martín Zapotitlán），是危地馬拉的城鎮，位於該國西南部，由雷塔盧萊烏省負責管轄，面積24平方公里，海拔高度505米，2002年人口8,102，人口密度每平方公里337.58人。
14°36′N 91°36′W / 14.600°N 91.600°W